# Chrysohypnum protensum
Chrysohypnum protensum là một loài rêu trong họ Amblystegiaceae. Loài này được Brid. Loeske mô tả khoa học đầu tiên năm 1903.